# ひかりふる
「ひかりふる」は、Kalafinaの12枚目のシングル。2012年10月24日にSME Recordsから発売された。

## 概要
前作「moonfesta〜ムーンフェスタ〜」から約3ヶ月ぶりのリリースとなる2012年3作目のシングル。表題曲は、アニメーション映画『劇場版 魔法少女まどか☆マギカ [後編] 永遠の物語』の主題歌に起用され、4thアルバムの『Consolation』、及びベストアルバム『THE BEST “Red”』にも収録されている。また、カップリング曲の『未来』と『Magia [quattro]』も、同映画の主題歌や挿入歌に起用された。
販売形態は初回限定盤A(DVD付き)・初回生産限定盤B(BD付き)、通常盤、ジャケットに暁美ほむら（表面）とアルティメットまどか（裏面）のイラストが描かれた期間限定盤(DVD付き)の4種リリースで、初回限定盤A・Bには「ひかりふる」のPVが収録されている。

## チャート成績
10月26日・27日付オリコンデイリーチャートでは1位を獲得。これにより3rdアルバム『After Eden』と並びデイリーでのグループ最高位を更新した。その後2012年11月5日付オリコンウィークリーチャートで3.8万枚を売り上げて4位を獲得し、グループ初となるトップ5入りを果たした。また、2012年11月5日付のBillboard JAPAN Hot Animationでは1位を獲得。これにより前週の「ルミナス」から3週連続で『魔法少女まどか☆マギカ』 関連の楽曲が首位を獲得するに至った。 

## 収録曲
（全作詞・作曲・編曲：梶浦由記）

### 初回生産限定盤・通常盤
1. ひかりふる [4:51]
アニプレックス配給映画『劇場版 魔法少女まどか☆マギカ [後編] 永遠の物語』主題歌
劇伴「Sagitta luminis」（救済のテーマ）に日本語の歌詞をつけたもの。
2. 未来 [4:32]
アニプレックス配給映画『劇場版 魔法少女まどか☆マギカ [前編] 始まりの物語』挿入歌
劇伴「Credens justitiam」（巴マミのテーマ）に日本語の歌詞をつけたもの。
3. Magia[quattro] [5:16]
アニプレックス配給映画『劇場版 魔法少女まどか☆マギカ [前編] 始まりの物語』エンディングテーマ
アニプレックス配給映画『劇場版 魔法少女まどか☆マギカ [後編] 永遠の物語』挿入歌
副題はイタリア語で「4」を意味し、メンバー3人の歌声に弦の旋律が追加されたことを意味する。
4. ひかりふる 〜instrumental〜

DVD（初回限定盤Aのみ）
1. ひかりふる（Music Clip）

BD（初回限定盤Bのみ）
1. ひかりふる（Music Clip）

### 期間限定盤
1. ひかりふる
2. 未来
3. Magia[quattro]
4. ひかりふる 〜instrumental〜
5. 未来 〜instrumental〜
6. Magia [quattro] 〜instrumental〜

DVD
1. ひかりふる（Music Video「Anime Movie Ver.」）

## 収録アルバム
| 曲目       | アルバム        | 発売日        | 備考                   |
| ---------- | --------------- | ------------- | ---------------------- |
| ひかりふる | Consolation     | 2013年3月20日 | 4th スタジオ・アルバム |
| ひかりふる | THE BEST “Red”  | 2014年7月16日 | ベストアルバム         |
| 未来       | Consolation     | 2013年3月20日 | 4th スタジオ・アルバム |
| 未来       | THE BEST “Blue” | 2014年7月16日 | ベストアルバム         |